# Mirko Tremaglia
Pierantonio Mirko Tremaglia (ur. 17 listopada 1926 w Bergamo, zm. 30 grudnia 2011 tamże) – włoski polityk, prawnik, od 1972 do 2011 poseł do Izby Deputowanych, w latach 2001–2006 minister.

## Życiorys
W trakcie II wojny światowej stracił rodziców. Jego rodzina wspierała reżim Benita Mussoliniego i powołanie Włoskiej Republiki Socjalnej. Mirko Tremaglia został ujęty przez wojska alianckie i osadzony w obozie jenieckim w Coltano.
Rozpoczął studia na Uniwersytecie Katolickim w Mediolanie, z których został usunięty po ujawnieniu jego przeszłości w bojówkach republikańskich. Ostatecznie skończył prawo i rozpoczął praktykę adwokacką. Jednocześnie od początku zaangażował się w działalność Włoskiego Ruchu Społecznego (MSI), skupiającego postfaszystów.
W 1972 po raz pierwszy uzyskał mandat posła do Izby Deputowanych. Od tego czasu nieprzerwanie w każdych kolejnych wyborach skutecznie ubiegał się o reelekcję, zasiadając w niższej izbie włoskiego parlamentu VI, VII, VIII, IX, X, XI, XII, XIII, XIV, XV i XVI kadencji. W połowie lat 90. po rozwiązaniu MSI znalazł się wśród liderów nowo powstałego Sojuszu Narodowego, który ewoluował w kierunku proeuropejskiej partii centroprawicowej.
W latach 2001–2006 sprawował urząd ministra ds. Włochów poza granicami kraju w drugim i trzecim rządzie Silvia Berlusconiego. Doprowadził do zmian w prawie wyborczym poprzez przyznanie Włochom mieszkającym za granicą prawa do wybierania własnych posłów (12) i senatorów (6) w kilku okręgach wyborczych. Tzw. prawo Tremaglii po raz pierwszy zastosowano w wyborach w 2006.
W 2008 Mirko Tremaglia po raz jedenasty z rzędu uzyskał mandat poselski z listy współtworzonego przez AN Ludu Wolności. W 2010 zasilił utworzoną przez Gianfranca Finiego frakcję Przyszłość i Wolność. Zmarł w trakcie XVI kadencji Izby Deputowanych.